# Real Madrid Club de Fútbol 1961-1962
Questa voce raccoglie le informazioni riguardanti il Real Madrid Club de Fútbol nelle competizioni ufficiali della stagione 1961-1962.

## Rosa
| N. |                      | Ruolo | Calciatore         |
| -- | -------------------- | ----- | ------------------ |
|    | Spagna (bandiera)    | P     | José Araquistáin   |
|    | Spagna (bandiera)    | P     | Juan Bagur         |
|    | Spagna (bandiera)    | P     | Antonio Betancort  |
|    | Argentina (bandiera) | P     | Rogelio Domínguez  |
|    | Spagna (bandiera)    | P     | José Vicente Train |
|    | Spagna (bandiera)    | D     | Isidro             |
|    | Spagna (bandiera)    | D     | Marquitos          |
|    | Uruguay (bandiera)   | D     | José Santamaría    |
|    | Spagna (bandiera)    | D     | Pedro Casado       |
|    | Spagna (bandiera)    | D     | Miche              |
|    | Spagna (bandiera)    | D     | Vicente Miera      |
|    | Spagna (bandiera)    | D     | Pachín             |
|    | Spagna (bandiera)    | D     | Luis del Sol       |
|    | Spagna (bandiera)    | C     | Félix Ruiz         |

| N. |                      | Ruolo | Calciatore           |
| -- | -------------------- | ----- | -------------------- |
|    | Spagna (bandiera)    | C     | Felo                 |
|    | Spagna (bandiera)    | C     | Antonio Ruiz         |
|    | Spagna (bandiera)    | C     | José María Vidal     |
|    | Spagna (bandiera)    | C     | José María Zárraga   |
|    | Argentina (bandiera) | A     | Alfredo Di Stéfano   |
|    | Spagna (bandiera)    | A     | Manuel Bueno         |
|    | Brasile (bandiera)   | A     | Canário              |
|    | Spagna (bandiera)    | A     | Antonio Gento        |
|    | Spagna (bandiera)    | A     | Francisco Gento      |
|    | Spagna (bandiera)    | A     | Jesús Herrera Alonso |
|    | Spagna (bandiera)    | A     | Ramón Marsal         |
|    | Spagna (bandiera)    | A     | Pepillo              |
|    | Ungheria (bandiera)  | A     | Ferenc Puskás        |
|    | Spagna (bandiera)    | A     | Justo Tejada         |